# Шахсинова, Сеанат Хандемировна
Сеанат (Сиана) Хандемировна Шахсинова (25 ноября 1993, с. Гюхряг, Табасаранский район, Дагестан, Россия) —  российская спортсменка, чемпионка мира по рукопашному бою, занимается также тайским боксом.

## Спортивная карьера
В 2012 году стала чемпионкой России по рукопашному бою. 11 марта 2013 года ей было присвоено звание мастер спорта России. В середине апреля 2013 года в Москве, на арене Дворца спорта «Динамо», на втором за историю чемпионате мире по рукопашному бою, одолев соперниц из Кыргызстана, Молдовы, Казахстана и Белоруссии, стала победителем, став первой представительницей Дагестана, завоевавший этот титул. 11 марта 2013 года ей было присвоено звание мастер спорта России международного класса. Занимается кикбоксингом в К-1, 2 марта, в Москве в международном центре самбо в Лужниках пройдет турнир бойцовской лиги «Наше Дело» 82, в котором Шахсинова встретится с Татьяной Постарнаковой.

## Личная жизнь
После окончания школы поступила на факультет физической культуры и спорта ставропольского Института дружбы народов Кавказа. После окончания института вышла замуж, родила дочь, развелась.

## Спортивные достижения
- Чемпионат России по рукопашному бою 2012 — ;
- Чемпионат мира по рукопашному бою 2013 — ;